# Castello di Tanlay
Il castello di Tanlay è situato a Tanlay nel dipartimento della Yonne.

## Storia
La sua costruzione avvenne fra il XVI e il XVII secolo, in tipico stile rinascimentale di stampo francese.
Fra i suoi proprietari l'Ammiraglio de Coligny e i Marchesi di Tanlay.

## Turismo

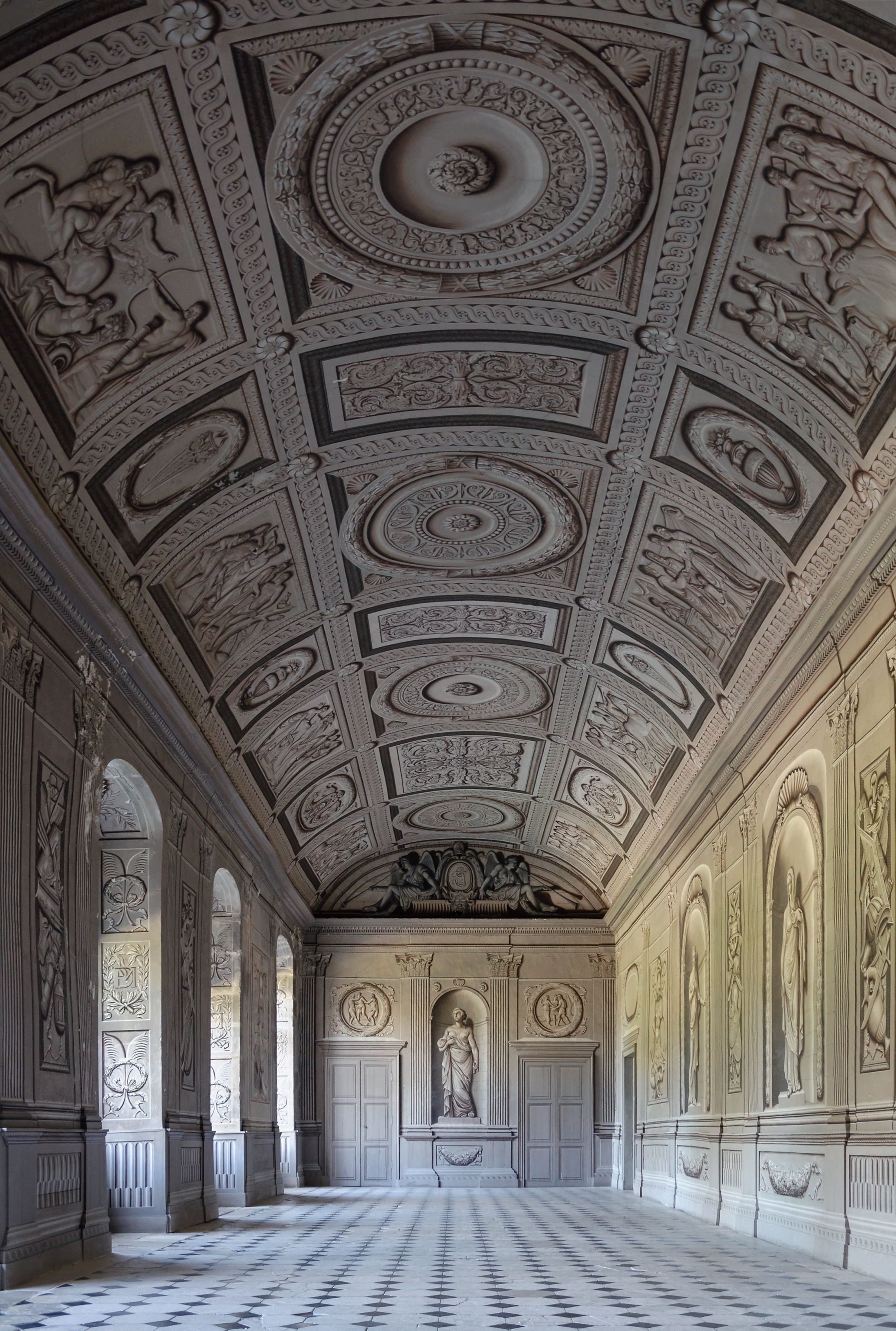
La sala a trompe-l'œil

Il castello dove in tempi recenti è stato aperto al pubblico offre alcuni luoghi caratteristici da visitare:
- La sala a trompe-l'œil e la torre della Lega
- Il parco realizzato grazie ad un progetto dell'architetto Le Muet ed il canale (525 metri) con un ninfeo rinascimentale.

Inoltre è stato costruito un piccolo percorso da golf, di nove buche, nel campo che si trova attorno al castello e perennemente vi è un'esposizione d'arte contemporanea al suo interno.

## Filmografia
Il Castello di Tanlay appare anche in un film Angelica e nella serie tv Il comandante Florent.

## Galleria d'immagini

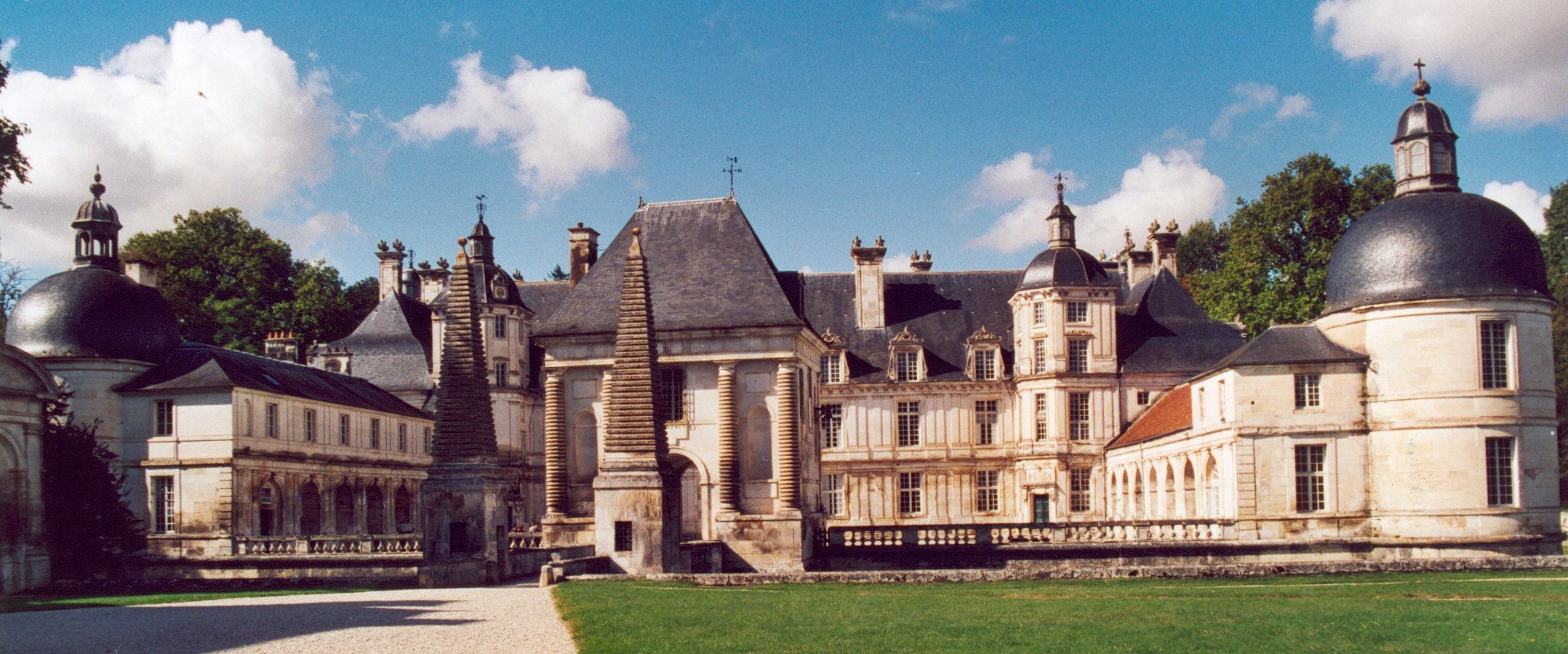
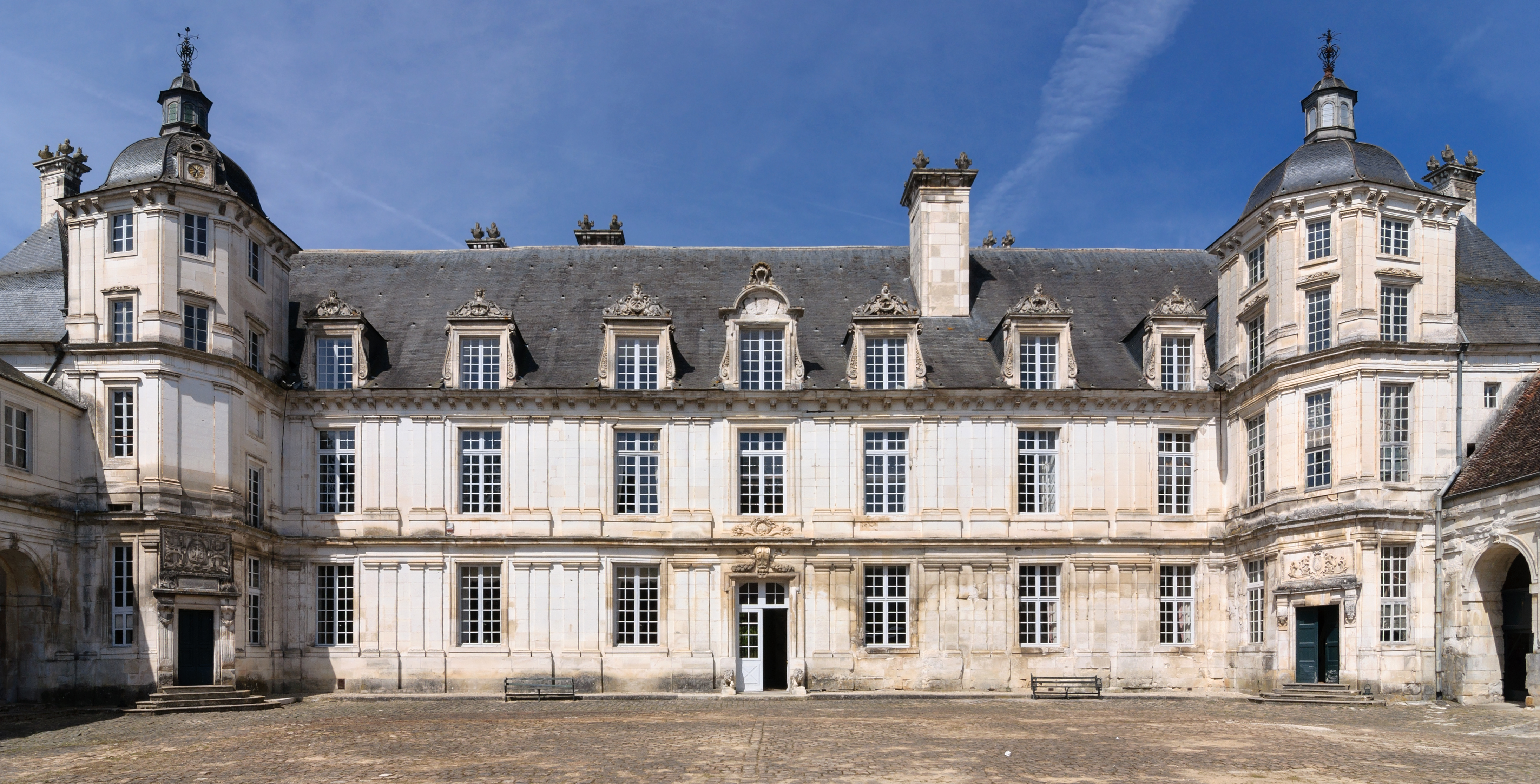